# František Parmský
František Parmský (19. května 1678, Parma – 26. února 1727, Parma) vládl od roku 1694 jako sedmý vévoda z Parmy a Piacenzy z rodu Farnese. Oženil se s vdovou po svém bratrovi Doroteou Žofií Falcko-Neuburskou, aby se vyhnul vracení jejího věna, omezil výdaje vévodského dvora, obrovské za jeho otce a předchůdce Ranuccia II. a zabránil okupaci parmského vévodství během válek o španělské dědictví.
Vévoda, navzdory jeho snahám, aby vše bylo jinak, viděl, že Parma ke konci války byla prohlášena lénem milánského vévodství, rakouské provincie v Itálii. Jeho neschopnost mít potomky v kombinaci s neplodností jeho bratra a nástupce Antonína vedla v roce 1731 k nástupu na vévodský trůn syna jejich neteře, španělské královny, dona Karla.

## Život
František se narodil jako syn parmského vévody Ranuccia II. a jeho druhé manželky Marie d'Este. Vévodou se stal po smrti svého otce 11. prosince 1694 ve věku 16 let. Ranuccio zanechal Parmu, malé, vnitrozemské severoitalské vévodství s malým politickým významem, zadluženou, především kvůli svému extravagantnímu dvoru. Proto raději, než aby vracel věno jejímu bratrovi, falckému kurfiřtovi, oženil se František s vdovou po svém bratru Eduardovi, Doroteou Žofií Falcko-Neuburskou.
V roce 1700, po smrti španělského krále Karla II. bez potomků, vypukly mezi Francií a Habsburskou monarchií války o španělské dědictví. František, ve snaze udržet cizí jednotky mimo své vévodství, přijal politiku neutrality; Evžen Savojský však přesto obsadil část území rodu Farnese. Když si František stěžoval císaři Leopoldovi, v jehož službách Evžen sloužil, císař odpověděl, že bude později řádně odškodněn. Ke konci války Rakousko, kterému nyní vládl Leopoldův syn Josef I., nerespektovalo svůj slib reparací a v rámci konkordátu s církví prohlásilo Parmu za své léno.
S pomocí Giulia Alberoniho František v roce 1714 provdal svou neteř a nevlastní dceru Alžbětu za španělského krále Filipa V., který pocházel z francouzského královského rodu Bourbonů. František chtěl, aby se Alžbětin nejstarší syn Karel stal, v případě úmrtí Františkova bratra a nástupce Antonína, parmským vévodou. František se proto pokusil odradit Antonína od sňatku a udržení jeho linie; plán fungoval po celou dobu Františkova života. Přesto, že se Antonín v roce 1728 oženil s Enrichettou d'Este, zemřel v roce 1731 bezdětný. Synovec Karel se tak stal parmským vévodou. O několik let později však Parmu opustil, protože se stal neapolsko-sicilským králem a odešel do neapolského království. S sebou odnesl všechny poklady rodu Farnese.

## Vývod z předků
|                   |                            |  |               |                                 |  |  |  |  |  |  |  | Alessandro Farnese |
|                   |                            |  |               |                                 |  |  |  |  |  |  |  |                    |
|                   | Ranuccio I. Farnese        |  |               |                                 |  |  |  |  |  |  |  |                    |
|                   |                            |  |               |                                 |  |  |  |  |  |  |  |                    |
|                   |                            |  |               | Marie z Guimarães               |  |  |  |  |  |  |  |                    |
|                   |                            |  |               |                                 |  |  |  |  |  |  |  |                    |
|                   | Odoardo I. Farnese         |  |               |                                 |  |  |  |  |  |  |  |                    |
|                   |                            |  |               |                                 |  |  |  |  |  |  |  |                    |
|                   |                            |  |               | Giovanni Francesco Aldobrandini |  |  |  |  |  |  |  |                    |
|                   |                            |  |               |                                 |  |  |  |  |  |  |  |                    |
|                   | Markéta Aldobrandini       |  |               |                                 |  |  |  |  |  |  |  |                    |
|                   |                            |  |               |                                 |  |  |  |  |  |  |  |                    |
|                   |                            |  |               | Olimpia Aldobrandini            |  |  |  |  |  |  |  |                    |
|                   |                            |  |               |                                 |  |  |  |  |  |  |  |                    |
|                   | Ranuccio II. Farnese       |  |               |                                 |  |  |  |  |  |  |  |                    |
|                   |                            |  |               |                                 |  |  |  |  |  |  |  |                    |
|                   |                            |  |               | Ferdinand I. Medicejský         |  |  |  |  |  |  |  |                    |
|                   |                            |  |               |                                 |  |  |  |  |  |  |  |                    |
|                   | Cosimo II. Medicejský      |  |               |                                 |  |  |  |  |  |  |  |                    |
|                   |                            |  |               |                                 |  |  |  |  |  |  |  |                    |
|                   |                            |  |               | Kristina Lotrinská              |  |  |  |  |  |  |  |                    |
|                   |                            |  |               |                                 |  |  |  |  |  |  |  |                    |
|                   | Markéta Medicejská         |  |               |                                 |  |  |  |  |  |  |  |                    |
|                   |                            |  |               |                                 |  |  |  |  |  |  |  |                    |
|                   |                            |  |               | Karel II. Štýrský               |  |  |  |  |  |  |  |                    |
|                   |                            |  |               |                                 |  |  |  |  |  |  |  |                    |
|                   | Marie Magdalena Habsburská |  |               |                                 |  |  |  |  |  |  |  |                    |
|                   |                            |  |               |                                 |  |  |  |  |  |  |  |                    |
|                   |                            |  |               | Marie Anna Bavorská             |  |  |  |  |  |  |  |                    |
|                   |                            |  |               |                                 |  |  |  |  |  |  |  |                    |
| František Parmský |                            |  |               |                                 |  |  |  |  |  |  |  |                    |
|                   |                            |  |               |                                 |  |  |  |  |  |  |  |                    |
|                   |                            |  | Cesare d'Este |                                 |  |  |  |  |  |  |  |                    |
|                   |                            |  |               |                                 |  |  |  |  |  |  |  |                    |
|                   | Alfons III. d'Este         |  |               |                                 |  |  |  |  |  |  |  |                    |
|                   |                            |  |               |                                 |  |  |  |  |  |  |  |                    |
|                   |                            |  |               | Virginie Medicejská             |  |  |  |  |  |  |  |                    |
|                   |                            |  |               |                                 |  |  |  |  |  |  |  |                    |
|                   | František I. d'Este        |  |               |                                 |  |  |  |  |  |  |  |                    |
|                   |                            |  |               |                                 |  |  |  |  |  |  |  |                    |
|                   |                            |  |               | Karel Emanuel I. Savojský       |  |  |  |  |  |  |  |                    |
|                   |                            |  |               |                                 |  |  |  |  |  |  |  |                    |
|                   | Isabela Savojská           |  |               |                                 |  |  |  |  |  |  |  |                    |
|                   |                            |  |               |                                 |  |  |  |  |  |  |  |                    |
|                   |                            |  |               | Kateřina Michaela Španělská     |  |  |  |  |  |  |  |                    |
|                   |                            |  |               |                                 |  |  |  |  |  |  |  |                    |
|                   | Marie d'Este               |  |               |                                 |  |  |  |  |  |  |  |                    |
|                   |                            |  |               |                                 |  |  |  |  |  |  |  |                    |
|                   |                            |  |               | Alessandro Farnese              |  |  |  |  |  |  |  |                    |
|                   |                            |  |               |                                 |  |  |  |  |  |  |  |                    |
|                   | Ranuccio I. Farnese        |  |               |                                 |  |  |  |  |  |  |  |                    |
|                   |                            |  |               |                                 |  |  |  |  |  |  |  |                    |
|                   |                            |  |               | Marie z Guimarães               |  |  |  |  |  |  |  |                    |
|                   |                            |  |               |                                 |  |  |  |  |  |  |  |                    |
|                   | Marie Kateřina Farnese     |  |               |                                 |  |  |  |  |  |  |  |                    |
|                   |                            |  |               |                                 |  |  |  |  |  |  |  |                    |
|                   |                            |  |               | Giovanni Francesco Aldobrandini |  |  |  |  |  |  |  |                    |
|                   |                            |  |               |                                 |  |  |  |  |  |  |  |                    |
|                   | Markéta Aldobrandini       |  |               |                                 |  |  |  |  |  |  |  |                    |
|                   |                            |  |               |                                 |  |  |  |  |  |  |  |                    |
|                   |                            |  |               | Olimpia Aldobrandini            |  |  |  |  |  |  |  |                    |
|                   |                            |  |               |                                 |  |  |  |  |  |  |  |                    |